# ガウデンツィオ・フェラーリ
ガウデンツィオ・フェラーリ（Gaudenzio Ferrari、1471年ころ – 1546年1月31日）は、イタリアの画家、彫刻家、建築家である。レオナルド・ダ・ヴィンチ（1452-1519）やレオナルドのミラノの追随者から影響を受けた画家でヴァラッロやミラノで活躍した。

## 略歴
イタリア北部、現在のヴェルチェッリ県のヴァルドゥッジャで生まれた。1507年ころからヴァラッロで画家になり、その後ミラノに移り、ステファーノ・スコット（Stefano Scotto: 1450-1508以降）に学んだとされ、おそらくベルナルディーノ・ルイーニ（1480/1482-1532）と仕事をした 。レオナルドは1482年から1499年まで、ミラノで仕事をしていて、ルイーニはレオナルドと仕事をしたことのある画家である。
その後、フィレンツェやローマ、ウンブリア、アローナで修行をし故郷に戻った。
1513年にヴァラッロのマドンナ・デッレ・グラツィエ聖堂（Santuario della Madonna delle Grazie）の壁画を描いた。
1537年ころミラノに移り、亡くなるまでミラノで活動した。弟子にはアンドレア・ソラーリ（Andrea Solari）やジョヴァン・バッティスタ・デッラ・セルヴァ（Giovan Battista della Cerva）、ジャン・パオロ・ロマッツォ（Gian Paolo Lomazzo）、フェルモ・ステッラ（Fermo Stella）らがいる。

## 作品

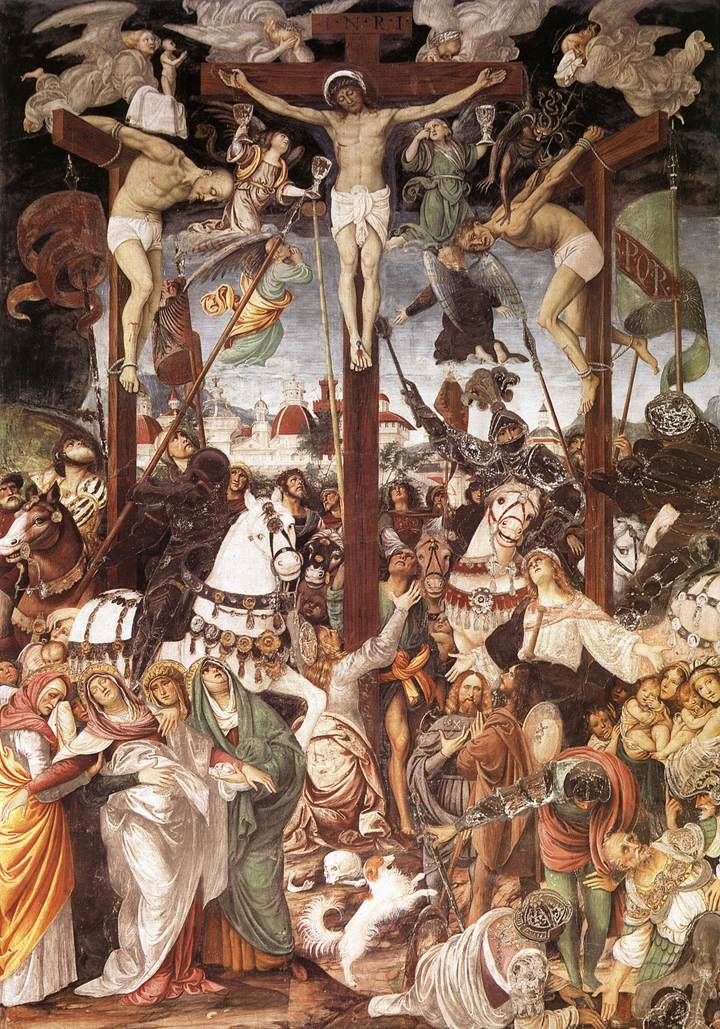
十字架上のキリスト (1513) ヴァラッロのマドンナ・デッレ・グラツィエ聖堂
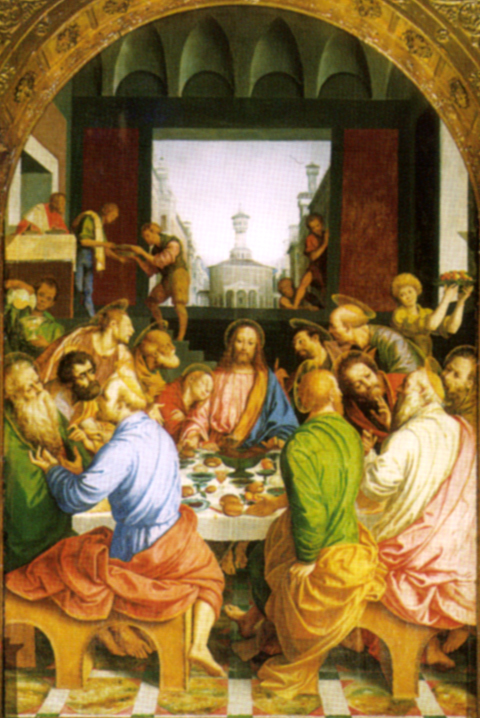
最後の晩餐 (1541/1542) ミラノのサンタマリア・デッラ・パッシオーネ教会
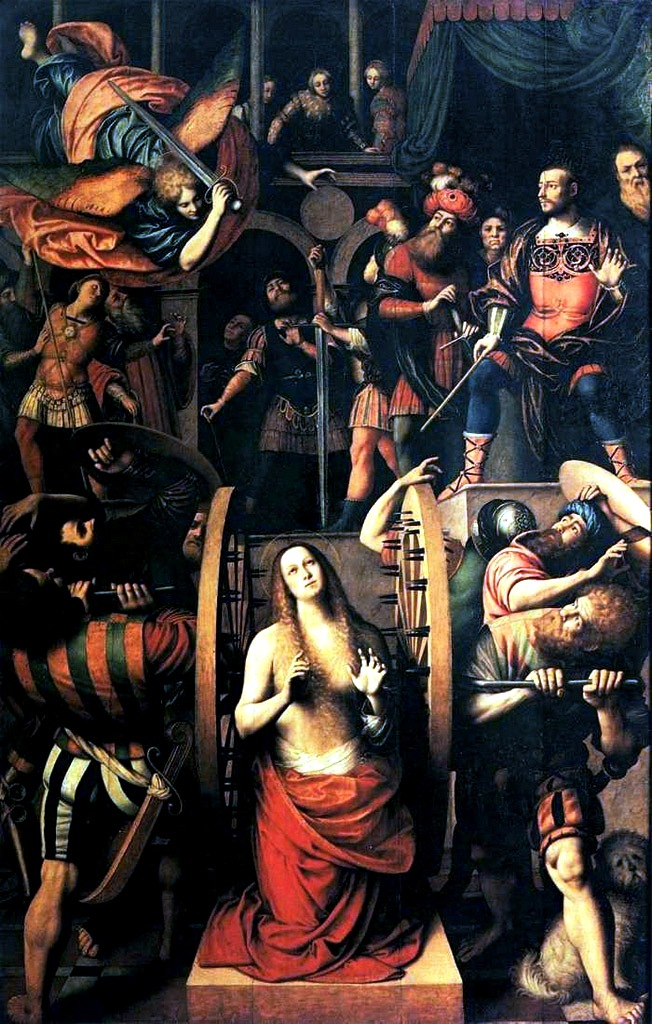
アレクサンドリアのカタリナの殉教 ブレラ美術館
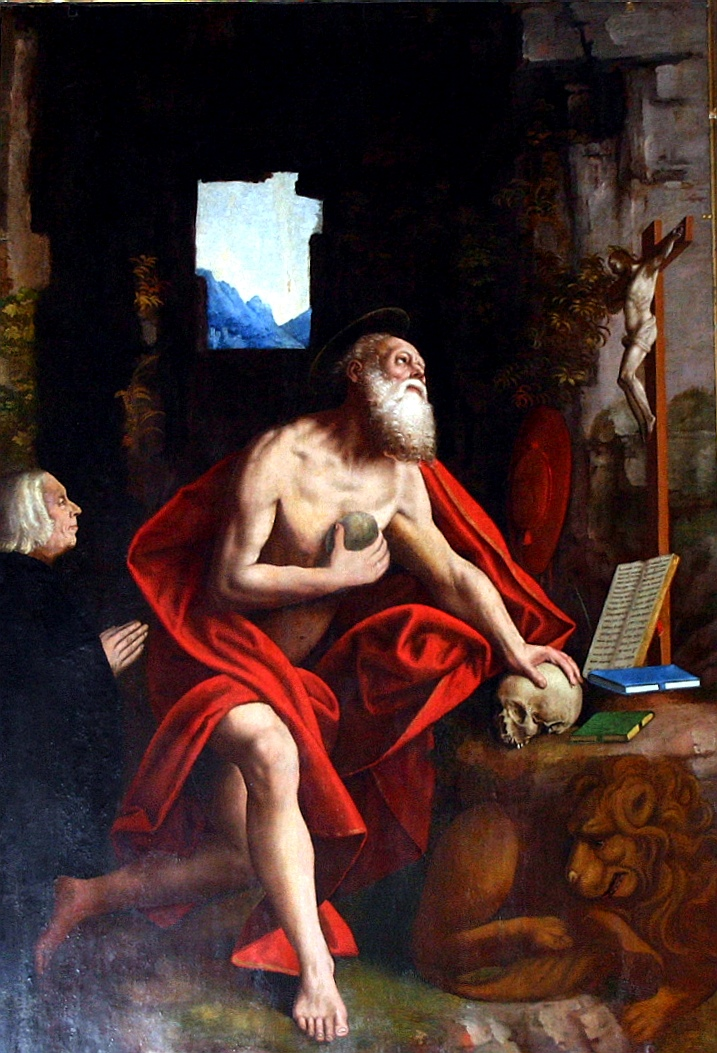
聖ヒエロニムス (1545) Chiesa di San Giorgio al Palazzo